# Kámen (Pelhřimov)
Kámen är en ort i Tjeckien.   Den ligger i regionen Vysočina, i den centrala delen av landet, 90 km sydost om huvudstaden Prag. Kámen ligger 590 meter över havet och antalet invånare är 290.
Terrängen runt Kámen är lite kuperad, och sluttar norrut. Runt Kámen är det glesbefolkat, med 17 invånare per kvadratkilometer. Närmaste större samhälle är Pelhřimov, 15,0 km öster om Kámen. Omgivningarna runt Kámen är en mosaik av jordbruksmark och naturlig växtlighet.